# Cyborg 009 vs Devilman
Cyborg 009 Vs Devilman (サイボーグ009VSデビルマン?, Saibōgu 009 VS Debiruman) è un film d'animazione del 2015. Funge da crossover tra le serie Cyborg 009 e Devilman. È uscito in Giappone come un OAV, diviso in tre parti dalla durata ognuna di 30 minuti per la pubblicazione home video, mentre alla sua uscita cinematografica in Italia come un lungometraggio.

## Trama
Cyborg 009 e il suo team entrano in conflitto con l'organizzazione dello Spettro Nero, che coinvolge nella battaglia anche Devilman.

## Promozione
Nel marzo 2015 è stato annunciato che un anime di Cyborg 009, diretto da Jun Kawagoe, era in produzione per commemorare il 50° anniversario del debutto del manga. Successivamente è stato annunciato che l'anime avrebbe ricevuto un'uscita nelle sale in autunno. 
Dynamic Planning annunciò separatamente un anime di Devilman nell'aprile 2014, prodotto dallo studio di animazione Actas. Il progetto era programmato per un'uscita nell'autunno 2015. 
Nel giugno 2015 è stato rivelato che i due progetti annunciati separatamente sarebbero stati in realtà un unico crossover, intitolato Cyborg 009 VS Devilman.

## Distribuzione
Ha debuttato in Giappone il 17 ottobre 2015. I diritti internazionali erano stati acquisiti da Netflix, che doveva pubblicarlo in 20 lingue diverse in 190 paesi, ma alla fine fu realizzato solo un doppiaggio inglese oltre a quello originale.
In Italia è stato doppiato dalla Yamato Video e distribuito in collaborazione con Nexo Digital nei cinema come evento speciale dal 9 all'11 settembre 2024.

### Edizione italiana
Il doppiaggio italiano è stato diretto e dialogato da Giorgio Bassanelli Bisbal presso la CDR di Roma. I personaggi di Devilman mantengono le voci avute nella seconda edizione degli OAV uscita nel 2022 per conto di Yamato Video e diretti anch'essi da Bisbal. Massimo Corizza, Massimo De Ambrosis, Ivo De Palma e Jacopo Calatroni, che hanno tutti doppiato Akira Fudo/Devilman nelle produzioni passate del franchise, hanno partecipato al doppiaggio.